# Aguilella
Aguilella es una entidad de población española del municipio de Barbens, perteneciente a la provincia de Lérida, en la comunidad autónoma de Cataluña. En 2022, tenía empadronados seis habitantes.